# Delphine Guénon
Pour les articles homonymes, voir Guénon.
Delphine Guénon, née le 5 juillet 1993 à Saint-Jean-d'Angély, est une athlète française de judo (1er dan), de kick-boxing, et de muay-thaï.
Elle s'illustre en kick-boxing ISKA, dont elle détient le titre de championne d'Europe depuis le 15 juin 2019, et celui de championne du monde depuis le 12 juin 2022 dans la catégorie des moins de 53,5 kilogrammes.

## Biographie

### Parcours de judokate
Delphine Guénon commence la pratique du judo en 1998, à l'âge de 4 ans. Elle fréquente d'abord le club de Saint-Jean-d'Angély ; puis, à partir de 2002, le dojo de Pont-l'Abbé-d'Arnoult.
En 2009, elle se classe cinquième du championnat de France des cadettes ; la même année, elle rejoint l'Union Sportive Judo 86, ainsi que le Pôle France orléanais de la fédération française de judo.
Membre de l'équipe de France junior de judo, elle devient vice-championne de France junior en 2011, puis en 2012.

### Parcours de kick-boxeuse
Delphine Guénon se tourne vers la boxe pieds-poings en 2012, lorsqu'un problème de santé la prive de compétition de judo pendant une saison,.
Lors de la saison suivante, parallèlement au pieds-poings, elle renoue avec l'art martial dans lequel elle a débuté, au sein du Judo Club Niortais, au niveau d'athlète de première division.
Mais en 2016, elle décide de se consacrer exclusivement au kick-boxing, discipline dans laquelle elle devient championne de France trois années d'affilée (en 2016, 2017 et 2018), au sein du club saintais Team Double Impact.
Le 13 octobre 2018 à Bratislava, Delphine Guénon prend part aux championnats d'Europe de kick-boxing WAKO dans la catégorie des moins de 52 kilogrammes, et termine deuxième derrière la Serbe Saida Bukvić.
Le 15 juin 2019, Delphine Guénon vainc la Norvégienne Anne-Line Hogstad lors d'un combat de type K-1 organisé au gymnase du Grand-Coudret à Saintes, et devient ainsi championne d'Europe de kick-boxing ISKA.
Trois ans plus tard, toujours à Saintes, le 12 juin 2022, Delphine Guénon est sacrée championne du monde de kick-boxing ISKA dans la catégorie des moins de 53,5 kilogrammes, à l'issue d'un combat qui l'oppose à l'Allemande Aylina Engel et qu'elle remporte au jugement (deux juges à un).